# 加熊别川
加熊别川（日语：／）或舍列霍夫卡河（俄语：Река Шелеховка）是萨哈林州幌筵岛的河，长16公里，流域面积49.6平方公里，注入加熊别湾（舍列霍夫卡湾）。

## 引用
1. ↑  М·Г·瓦西科夫斯基. . 列宁格勒: 气象出版社. 1973 （俄语）.
2. ↑  . 国家水登记处.   [2024-02-13]. （原始内容存档于2024-02-13） （俄语）.